# Gamkonora
Der Gamkonora, indonesisch Gunung Gamkonora, ist ein aktiver Vulkan im Norden der indonesischen Insel Halmahera, die zur Provinz Maluku Utara gehört. Er ist mit einer Höhe von 1635 Meter die höchste Erhebung der Insel Halmahera. Der Gamkonora ist ein Schichtvulkan; er hat eine längliche Reihe von Kratern entlang der Nord-Südspalte produziert.

## Eruptionen
Die größte Eruption 1673 wurde von einem Tsunami begleitet, der die nahe gelegenen Dörfer überflutete. Im 20. Jahrhundert kam es im Durchschnitt etwa alle 10 Jahre zu einem Ausbruch des Vulkans. Am 10. Juli 2007 brach der Vulkan erneut aus. Rund 8000 Menschen verließen ihre Häuser in der Nähe des Vulkans, nachdem Feuer und eine drei Kilometer hohe Wolke aus Asche zu sehen waren.